# Cosmia dieckmanni
Cosmia dieckmanni là một loài bướm đêm trong họ Noctuidae.